# Sandbeiendorf
Sandbeiendorf là một đô thị ở huyện Börde thuộc bang Sachsen-Anhalt, nước Đức. Đô thị Sandbeiendorf có diện tích 8,9 km², dân số thời điểm ngày 31 tháng 12 năm 2006 là 280 người.